# قلعه پولاد

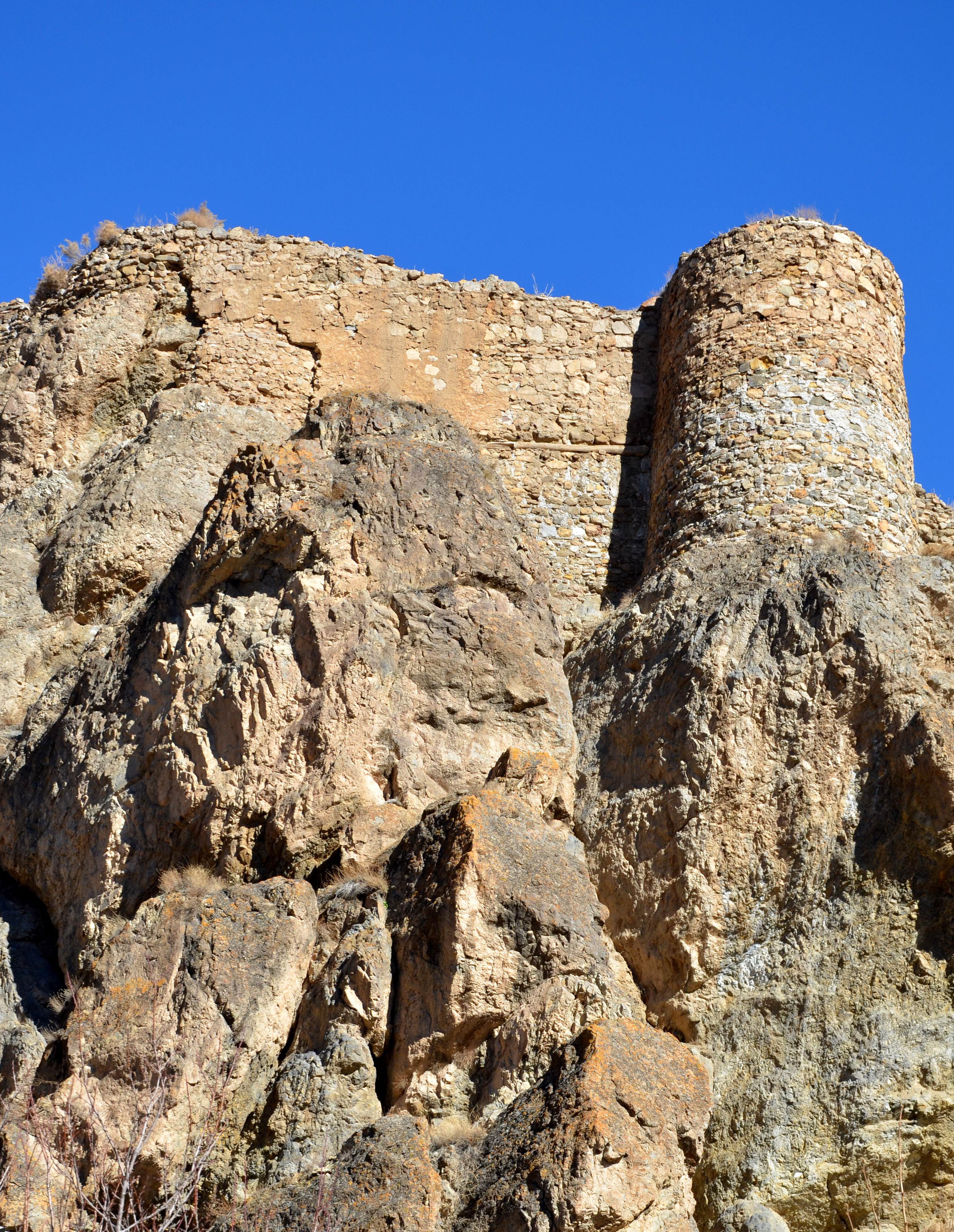
مازندران - جادهٔ یوش - شهرستان بلده - قلعهٔ تاریخی پولاد

قلعهٔ پولاد مربوط به دورهٔ سلجوقیان است و در شهرستان نور، بخش بلده، شهر بلده واقع شده و این اثر در تاریخ ۹ بهمن ۱۳۸۶ با شمارهٔ ثبت ۲۰۶۶۴ به‌عنوان یکی از آثار ملی ایران به ثبت رسیده‌است.

## جایگاه جغرافیایی
قلعهٔ پولاد یا قلعه بلده که در کتب تاریخی به نام قلعهٔ نور شناخته می‌شود، در شمال شهر بلده، بر بالای پوزهٔ کوهی که رو به جنوب است، بنا شده‌است. قلعهٔ پولاد بلده در بالای کوهی واقع شده که از سه سمت شمال، جنوب و شرق به دره‌های عمیق و پرشیب منتهی می‌شود. ورودی اصلی قلعه در سمت جنوب شرقی قلعه قرار گرفته‌است.

## دیرینگی
قدمت قلعهٔ پولاد براساس برآوردهای باستان‌شناسان به زمان سلسله پادوسپانیان طبرستان در حدود ۷۰۰ سال پیش می‌رسد. امروزه می‌توان پیاده تا بالای قلعه – قسمت شاه‌نشین آن - را پیمود. قلعه پولاد تمامی قسمت‌های یک مجموعه حکومت محلی از دروازه تا استبل و اتاق‌های نگهبانی و محل‌های دیده‌بانی را داراست.
هرچند که به مرور زمان و عدم توجه کافی این قلعه عظیم که از آن به قلعه پولاد نام می‌برند دچار خرابی‌های بسیار شده ولی همچنان از برج و باروهای آن سرافراز بر بلندی‌های شمال بلده بر بالای پوزه کوهی که رو به جنوب است، ایستاده‌اند. تاریخ ساخت قلعه بسیار قدیمی است و تا دوره صفویه دایر و مسکون بوده‌است. تا قبل از صفویه قدرت‌های محلی با ریاست ملک کیومرث با دوسپتاتیو اولاد او، شاهان بنی کاووس بر قلعه حکومت می‌کردند و قلعه پولاد جز مقرهای حکومتی آنان بود. پس از انقراض آنان به دست صوفیه، منطقه رستمدار (نور و کجور امروزی) روی ترقی ندید و قلاع آن همچون قلعه پولاد رو به ویرانی نهاد. در داخل قلعه ساخته‌های معماری خشتی عظیمی که هم‌اکنون جز یک طاق نیمه مخروبه و تل خاکی از آن‌ها باقی نمانده، نمایانگر شکوه، جلال و عظمت بنا در سال‌هایی است که زندگی در آن جریان داشته‌است.

## معماری
بنای قلعه شامل سه قسمت اصلی است و بارویی اطراف آن را احاطه کرده‌است. برج‌های متعددی در هر سمت بارو به چشم می‌خورد و ارتفاع تعدادی از آن‌ها که امروزه بر جای مانده به بلندی هفت الی هشت متر می‌رسد. آب قلعه از چشمه مرتع ملرزبا تنبوشه به قلعه فرستاده می‌شده‌است.
به جز عناصر معماری ذکر شده آب انبارهایی در جای جای قلعه به شکل چاه وجود دارد که به‌طور احتمال وظیفه ذخیره آب از طریق نزولات جوی را بر عهده داشته‌اند. این حوض‌ها به تعداد فراوان و در تمام نقاط قلعه پراکنده‌اند. پلان قلعه به علت نوع بستر و توپوگرافی منطقه دارای شکل نامنظم است. یا به عبارتی تأثیر محیط در شکل‌گیری قلعه پدیدار شده‌است. بنا در شیب کوه ساخته شده به طوری که از داخل شهر دارای دید بصری بسیار جالبی است و به همین دلیل به شهر و مناطق اطراف نیز تسلط کافی دارد.
عملکرد قلعهٔ پولاد بلده به‌طور قطعی مشخص نیست، اما، لازم است ذکر شود سفال‌های به دست آمده از جای جای بنا، سیستم‌های ذخیره آب و به‌کارگیری تنبوشه‌های سفالی، جهت هدایت آب و مواردی از این قبیل، فرضیه‌ای را در ذهن می‌پرورد و این احتمال را به وجود می‌آورد که شاید بنا به عنوان محلی برای زندگی ساخته شده و بهتر است گفته شود ممکن است این قلعه برای دفاع از شهر، طوری ساخته شده که در مواقع لزوم و در مقاطع زمانی خاص، برای زندگی تعداد زیادی از مردم مورد استفاده قرار گیرد؛ لذا در حال حاضر و قبل از انجام مطالعات باستانشناسی و عملیات گمانه زنی، به‌طور قطع نمی‌توان گفت عملکرد بنا در دوره‌های مختلف و در مقاطع زمانی خاص چه بوده و تا چه زمانی مورد استفاده قرار می‌گرفته‌است.
همان‌طور که گفته شد قلعه بلده پس از انقراض سلسله پادوسپانی به دست صفویان و تسلط این خاندان بر منطقه نور و کجور فعلی همانند سایر قلاع طبرستان خراب و ویران شد و در صورت مرمت می‌تواند به یکی از جاذبه‌های بی‌نظیر جهانگردی تبدیل شود.

## نگارخانه

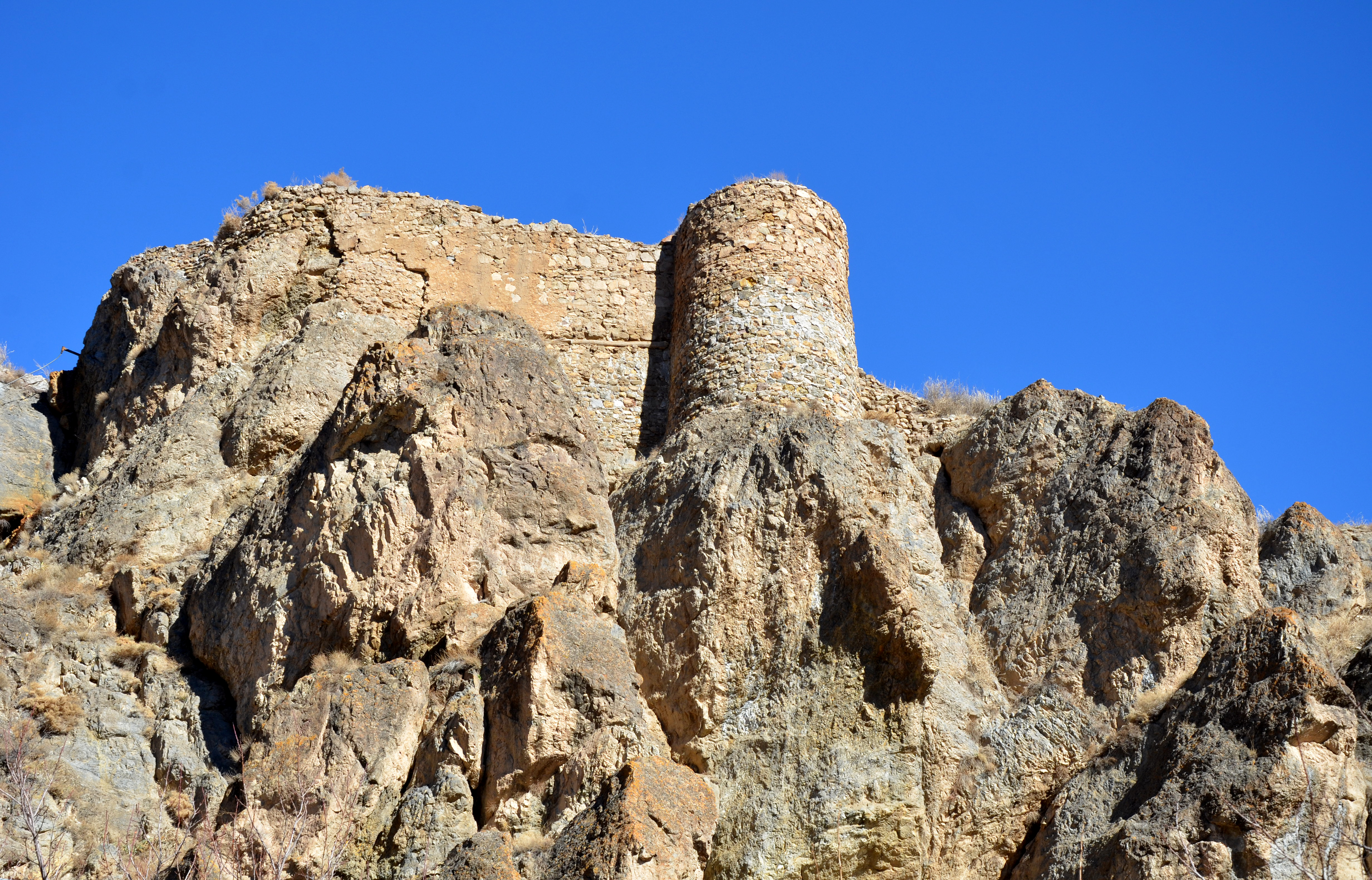
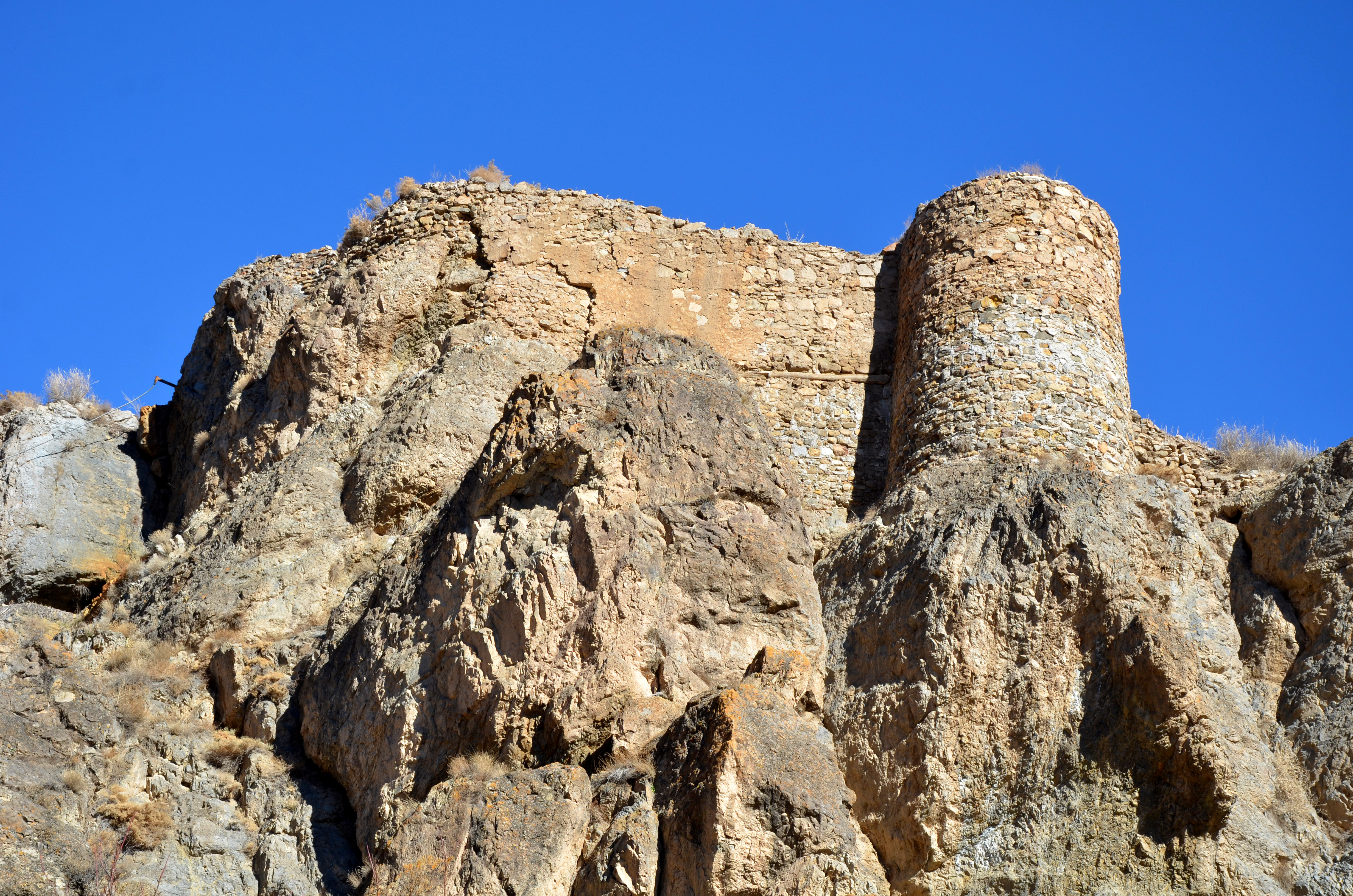
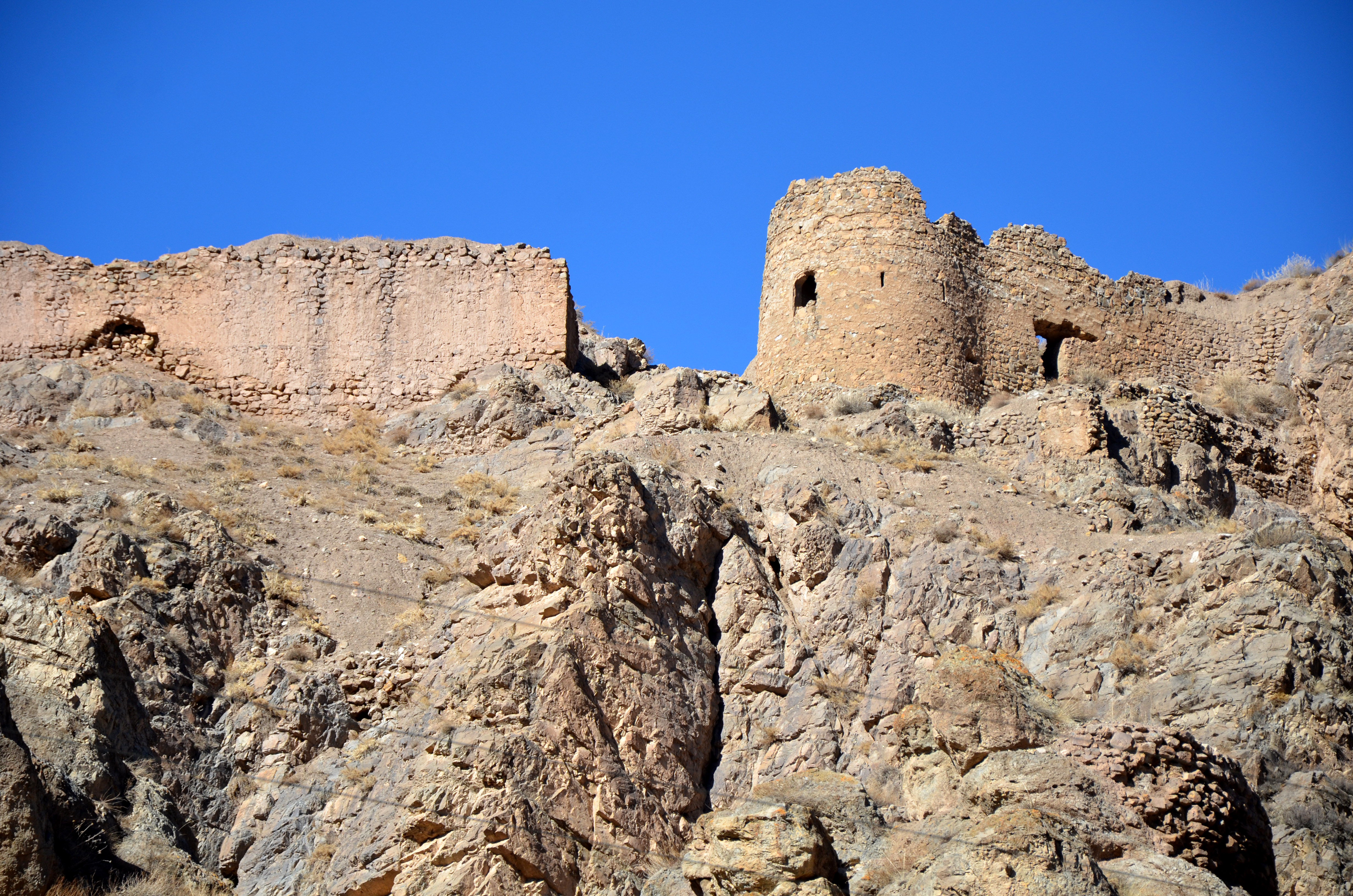
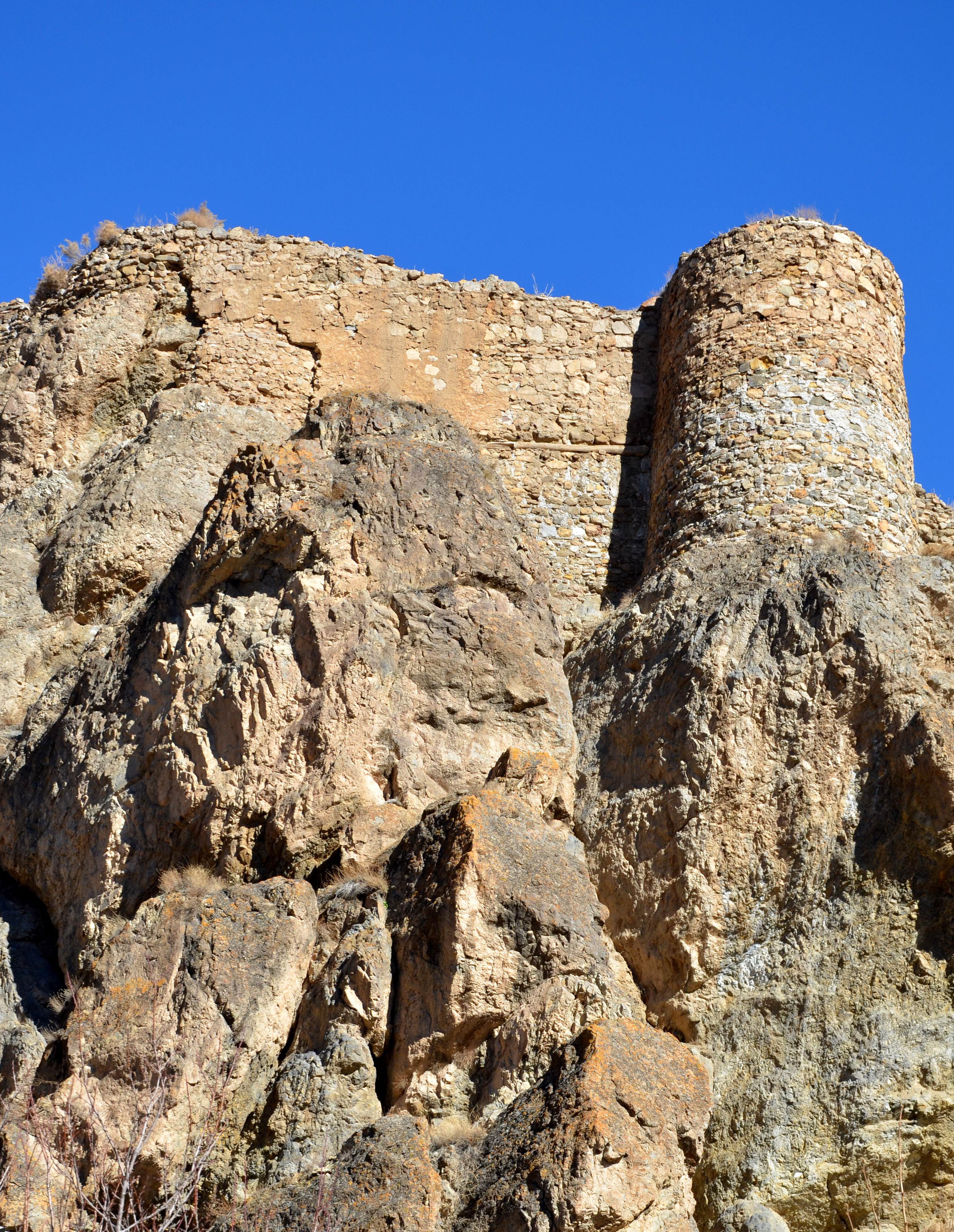
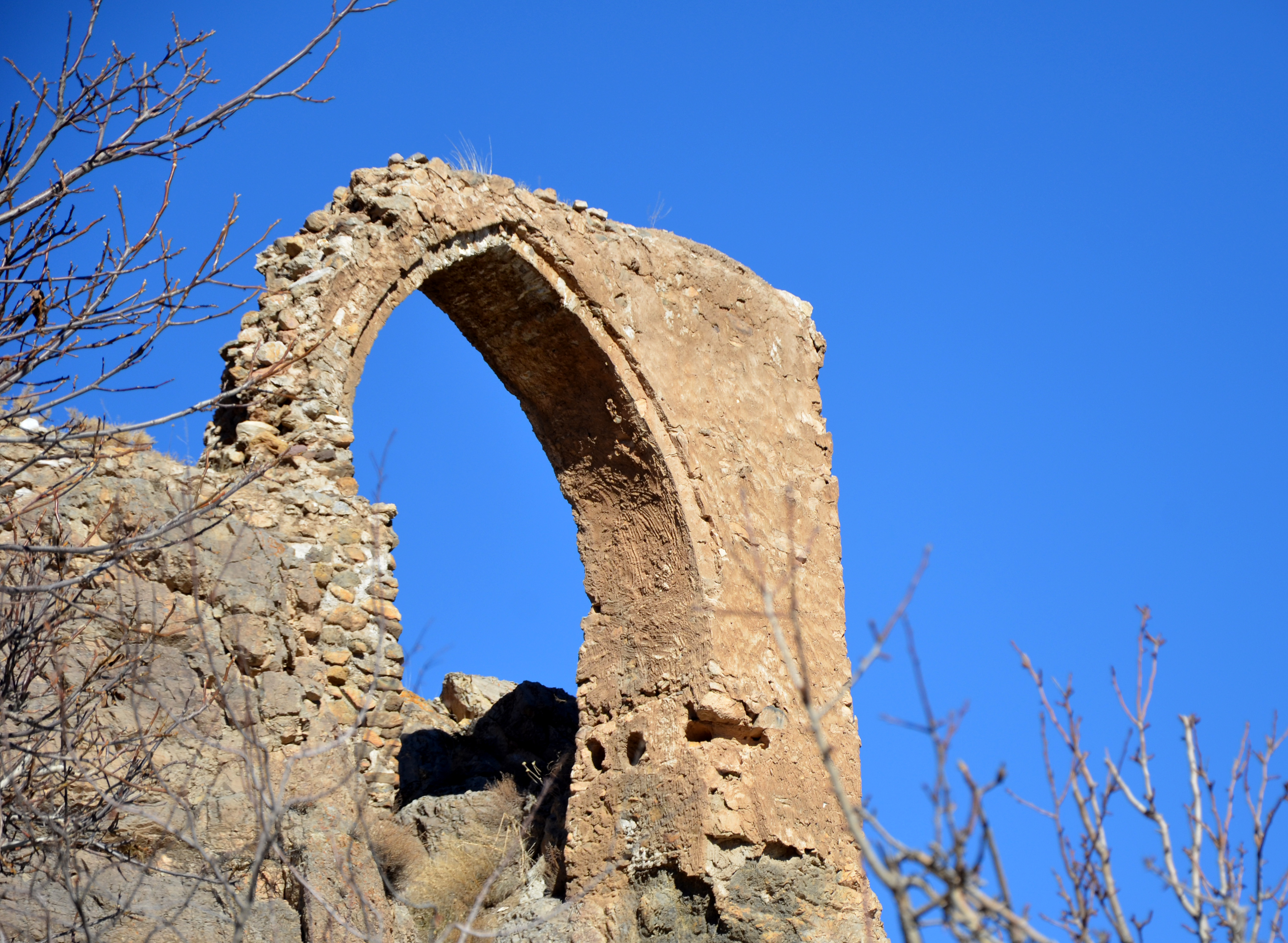
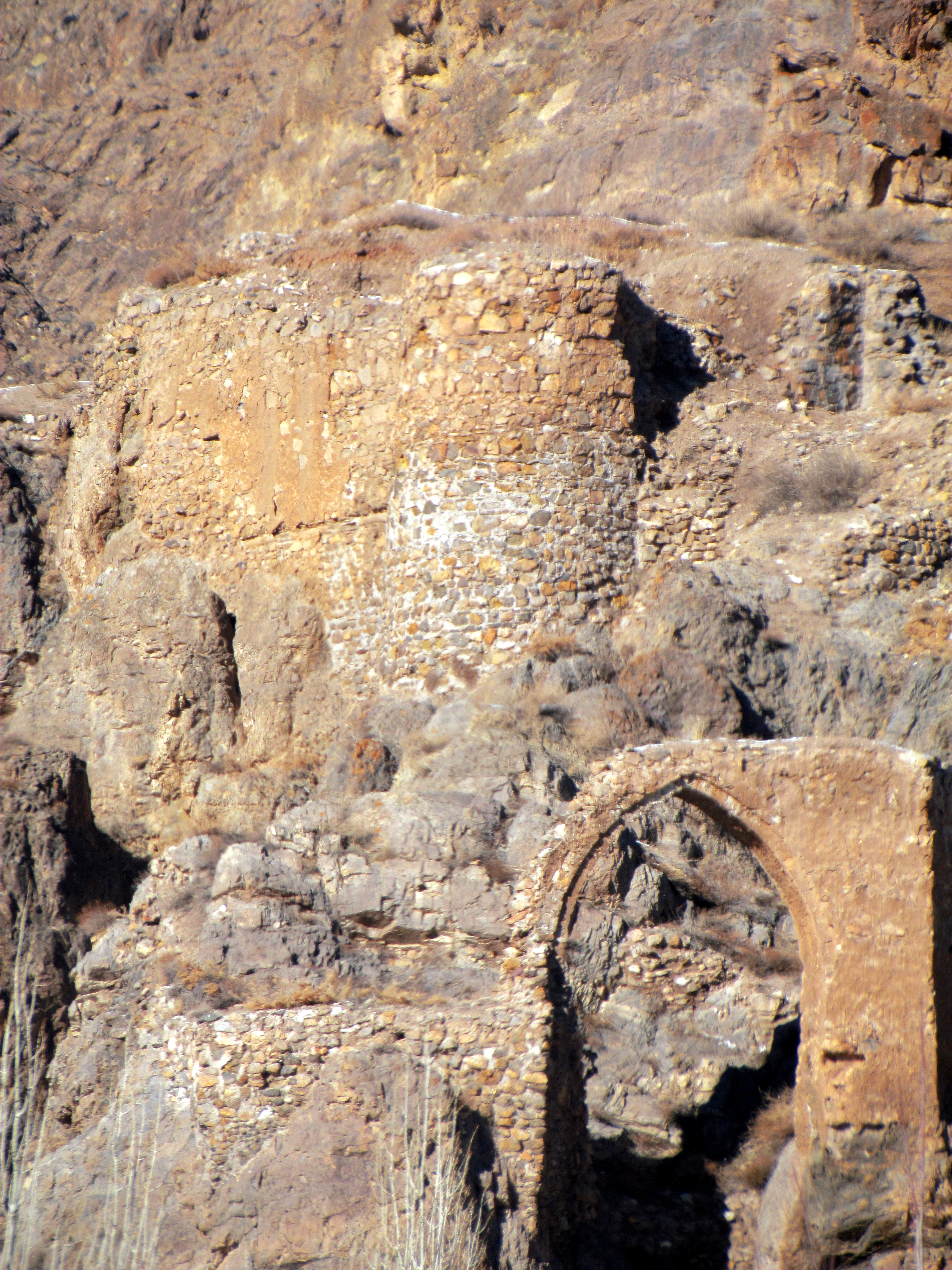